# Gare de Long Buckby
La gare de Long Buckby est une gare ferroviaire desservant la ville de Long Buckby au Royaume-Uni.